# Paracadutista militare

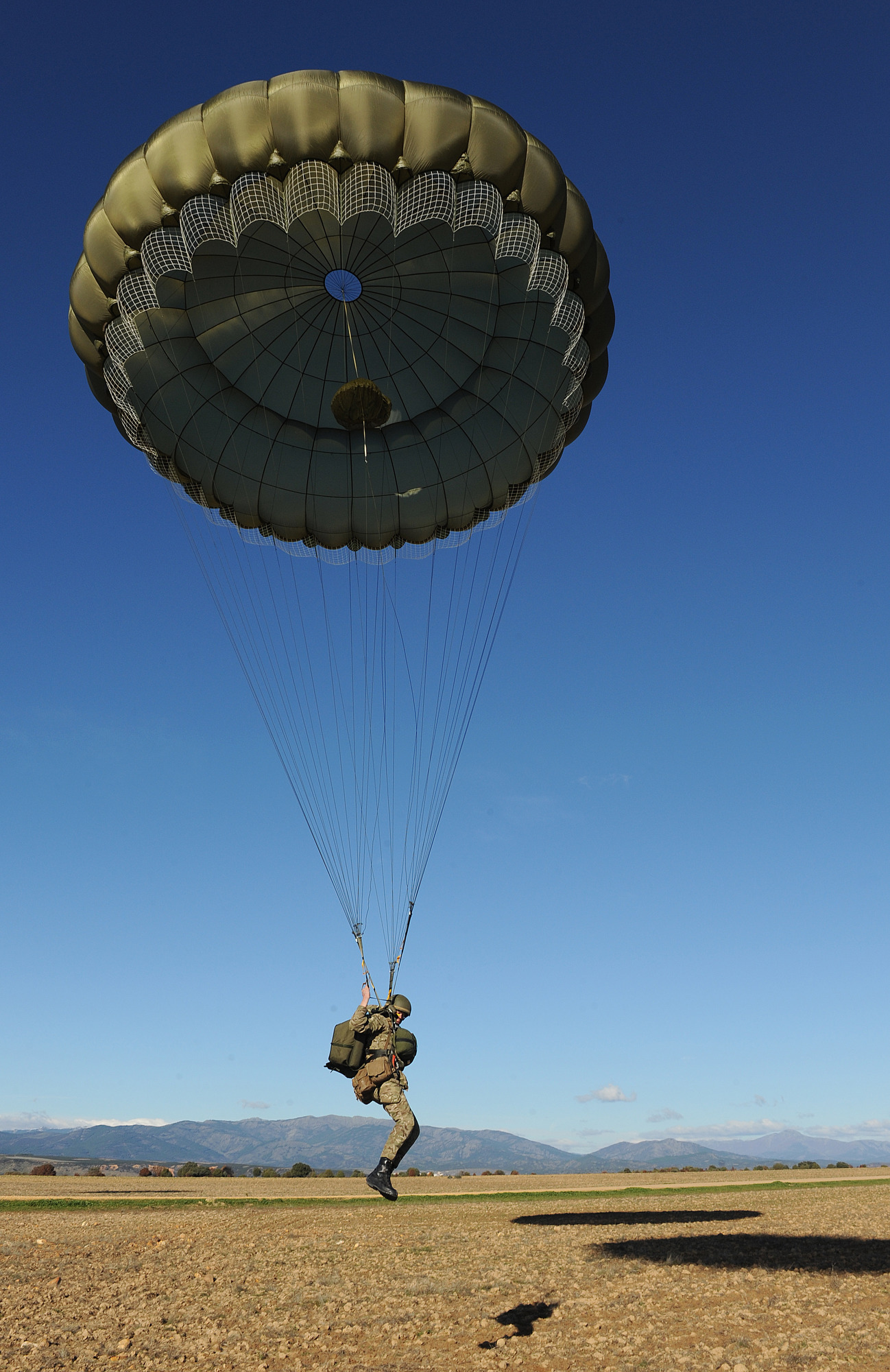
Parà britannico del terzo reggimento

Il paracadutista militare è il militare aviotrasportato che utilizza il paracadute per il suo impiego in combattimento. È solitamente inquadrato in apposite unità, all'interno delle forze armate, particolarmente addestrate. 
Il paracadutismo militare è utilizzato per impieghi strategici e tattici dalle forze armate di numerosi stati.
I paracadutisti militari possono far parte dell'esercito o dell'aeronautica (come "fanteria dell'aria"). Ad esempio in Italia, Gran Bretagna e USA i reparti di paracadutisti fanno parte dell'esercito, inizialmente in Germania dell'aeronautica (ora della Heer), mentre in Russia e Ucraina vengono considerate forze armate autonome.

## Storia
Il primo lancio di guerra fu effettuato durante il primo conflitto mondiale da Alessandro Tandura, ufficiale degli Arditi italiani, nella notte fra il 8 ed il 9 agosto del 1918 nella zona di Vittorio Veneto. A pochi giorni di distanza venne eseguito anche il secondo, effettuato da Pier Arrigo Barnaba, tenente delle Fiamme Verdi, gli Arditi degli Alpini.

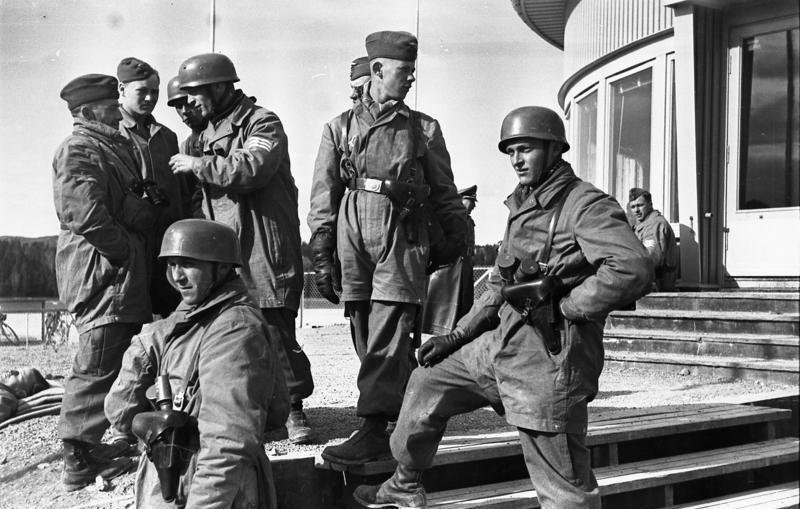
Fallschirmjäger tedeschi dell 7. Flieger-Division division nell'aprile 1940, durante l'invasione della Norvegia

Tra la fine degli anni 20 e gli anni 30 l'applicazione teorica dell'uso del paracadute a scopi militari fu studiata in Italia e in Unione Sovietica.
Il primo corso per paracadutisti militari fu però istituito in Germania. Gli iscritti furono in tutto 24, che si addestrarono per due mesi (4 maggio - 3 luglio 1936) nella scuola di lancio della Luftwaffe presso l'aeroporto di Stendal-Borster.
Al generale della Luftwaffe Kurt Student agli inizi del 1938 fu affidato il comando della prima divisione aviotrasportata, 7. Flieger-Division, in fase di formazione a Münster. Student aveva già ben chiaro il ruolo che i suoi Fallschirmjäger avrebbero assunto nell'imminente conflitto. Alla fine dello stesso anno fu nominato ispettore delle forze aviotrasportate e poté contare, oltre che sulla 7. Divisione aviotrasportata della Luftwaffe, sulla 22. Divisione da sbarco dell'esercito. 
I comandi alleati furono colti di sorpresa quando i tedeschi all'inizio della seconda guerra mondiale impiegarono in grande stile i paracadutisti di Student nella conquista di Danimarca e Norvegia (Operazione Weserübung, aprile 1940); ma ancor di più quando conquistarono la fortezza belga, ritenuta inespugnabile, di Eben-Emael durante la Campagna di Francia. Nel 1941 Student organizzò e pianificò la conquista di Creta dal cielo.
Durante il regime fascista, In italia, il 24 marzo 1938, nacque a Castel Benito la scuola di paracadutismo denominata "Campo scuola paracadutisti della Libia", con decreto del Governatore Italo Balbo, sotto il comando del maggiore Goffredo Tonini.
Il 15 ottobre 1939 venne istituita la Regia Scuola Paracadutisti dell'Aeronautica a Tarquinia, che iniziò poi l'addestramento dei primi istruttori del Regio Esercito nel giugno 1940, ed i primi corsi per le reclute il mese successivo.
In Italia le prime unità ad essere costituite a Tarquinia (luglio 1940) furono il I e II Battaglione fanteria paracadutisti ed il III Battaglione carabinieri paracadutisti (successivamente rinominati rispettivamente II, III e I). Il 30 aprile 1941 il II Btg paracadutisti effettua il primo aviolancio di guerra dei paracadutisti italiani sull'isola di Cefalonia.
Nella primavera del 1941 venne costituito il 1º Reggimento Paracadutisti. Sempre quell'anno, con la Compagnia nuotatori paracadutisti della Regia Marina, si sperimenta per la prima volta degli specialisti del lancio in mare.
Il 1º settembre 1941 venne formata la 1ª Divisione Paracadutisti, cui il nome "Folgore" venne ufficialmente aggiunto solo nel giugno 1942 (successivamente mutato in 185ª Divisione Paracadutisti "Folgore").
Anche tra gli Alleati dal 1941/42 fu promossa su larga scala la costituzione di divisioni aerotrasportate, utilizzate sia per lo sbarco in Sicilia nel luglio 1943 che per quello in Normandia nel giugno 1944.
Nel dopoguerra le forze armate di tutti i paesi hanno costituito reparti paracadutisti, e il brevetto di paracadutista è condizione preliminare per gli incursori delle Forze speciali.

## Addestramento

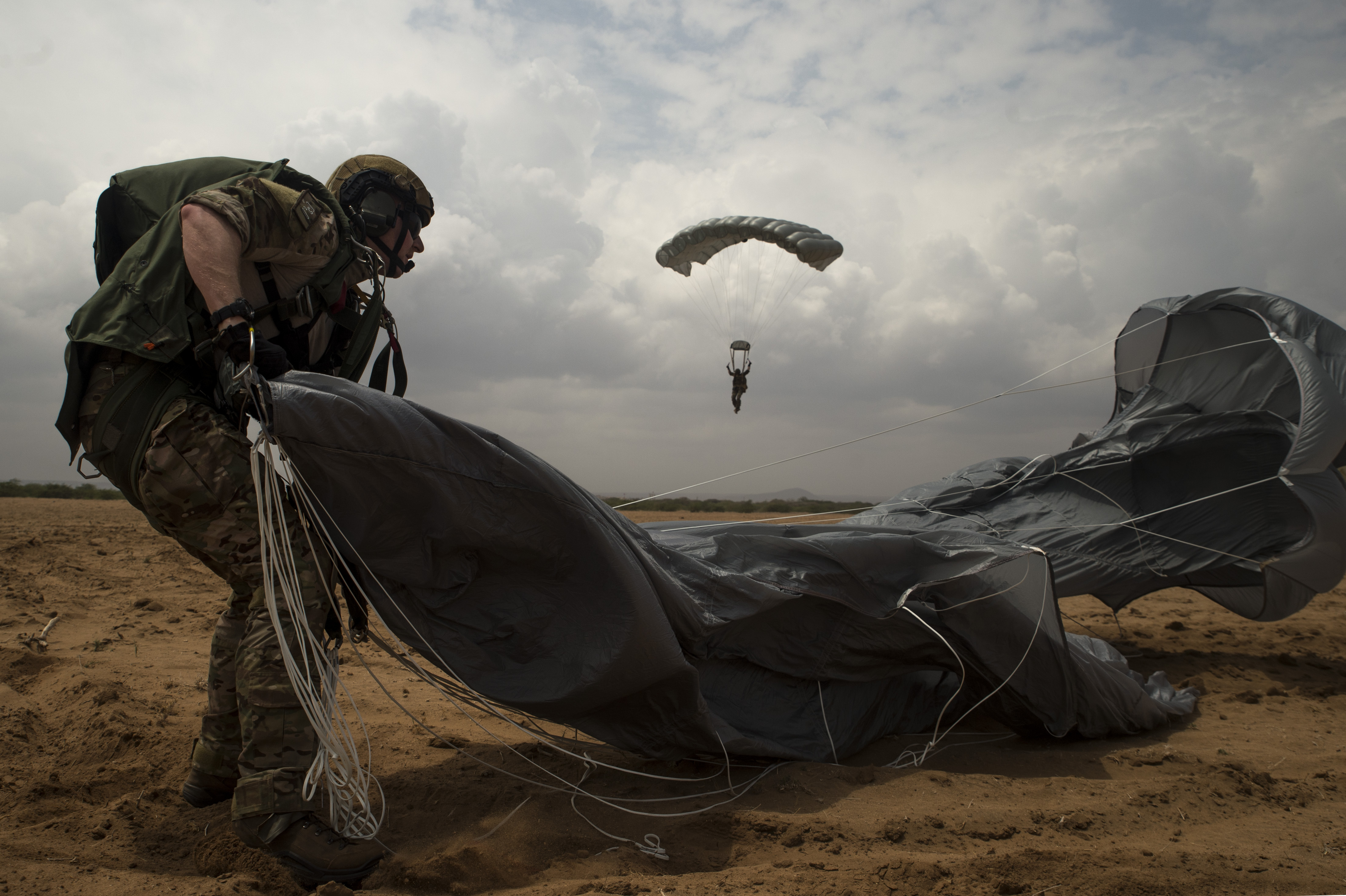
Paracadutista dell'U.S. Air Force

La selezione e l'addestramento delle unità di paracadutisti sono solitamente più rigorose di quelle di altre unità militari, e oltre all'addestramento tipico delle unità di fanteria, devono superare un apposito corso di abilitazione al lancio.
Il conseguimento dei segni distintivi di paracadutista militare (il brevetto, le ali, solitamente il basco amaranto) sono considerati un forte indice di esprit de corps (spirito di corpo) tra gli appartenenti a queste unità.

### In Italia
Attualmente in Italia la relativa scuola militare nazionale, dove si ottiene il brevetto militare, è il Centro Addestramento di Paracadutismo militare, istituito presso la caserma "Gamerra" di Pisa, ex SMIPAR.
Presso il centro vengono svolti tutti i corsi di base per lancio vincolato, prevalentemente per gli allievi paracadutisti della Brigata paracadutisti "Folgore", ma anche per tutte le Forze armate e le forze dell'Ordine dello Stato: alpini, carabinieri, poliziotti, piloti dell'Aeronautica e della Marina, Incursori e corpi speciali, e talvolta per militari di forze armate straniere. 
Per i lanci vengono utilizzati i velivoli della 46ª Brigata aerea di stanza nel vicino aeroporto di Pisa San Giusto, con gli aerei Lockheed C-130J. In seguito, una volta "brevettati", si utilizzano gli elicotteri dell'esercito AB 205 e CH-47 Chinook per l'addestramento in missioni e operazioni militari. Solitamente si salta da un'altezza di circa 450 m, presso le "zone lancio" di Tassignano e Altopascio vicino a Lucca.
I brevetti
Questi i diversi brevetti militari:
- paracadutista
- paracadutista con l'abilitazione ad effettuare aviolanci ad apertura comandata (TLC)
- paracadutista abilitato al lancio d'alta quota (HALO/HAHO)
- direttore di lancio ad apertura comandata
- paracadutista con l'abilitazione alle funzioni di aiuto istruttore per lanci ad apertura comandata
- paracadutista con la qualifica di istruttore di paracadutismo per lanci ad apertura comandata

## Nel Mondo

### Italia

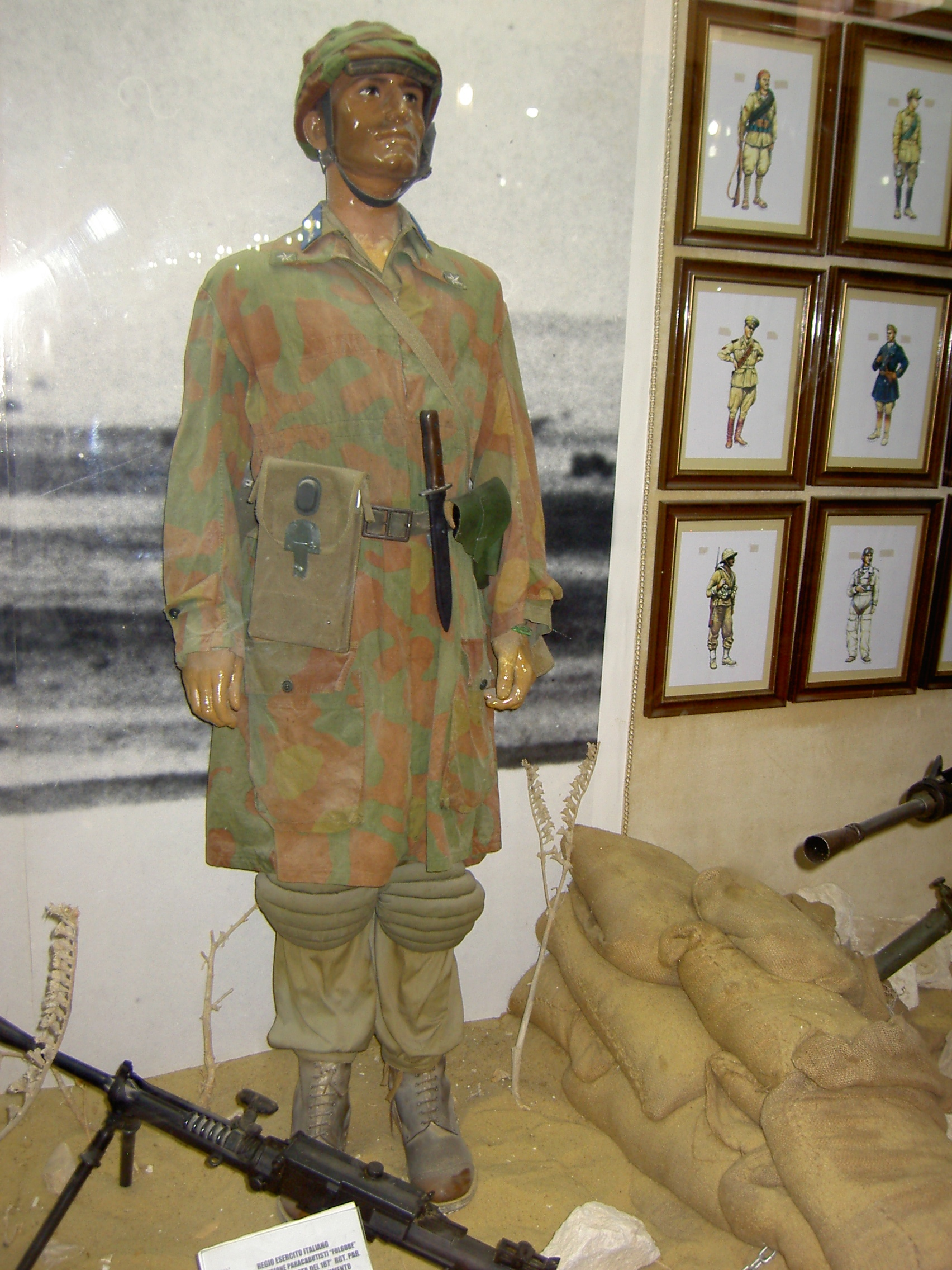
Divisa originale di un paracadutista della divisione Folgore nel 1942

#### Reparti paracadutisti storici
- Regio Esercito
  - I Battaglione Carabinieri Reali paracadutisti
  - 183ª Divisione paracadutisti "Ciclone"
    - XVII Battaglione paracadutisti
    - XVIII Battaglione paracadutisti
    - XIX Battaglione paracadutisti
    - XX Battaglione paracadutisti

  - 184ª Divisione paracadutisti "Nembo"
    - 183º Rgt. fanteria paracadutisti
    - 184º Rgt. fanteria paracadutisti
    - 184º Rgt. artiglieria paracadutisti
    - 185º Rgt. fanteria paracadutisti

  - 185ª Divisione paracadutisti "Folgore"
    - 186º Rgt. fanteria paracadutisti
    - 187º Rgt. fanteria paracadutisti
    - 185º Rgt. artiglieria paracadutisti
    - VIII Btg. guastatori paracadutisti

  - 10º Reggimento arditi
- Regia Aeronautica
  - 1º Reggimento d'assalto "Amedeo d'Aosta"
  - Battaglione Arditi distruttori (ADRA)
- Regia Marina
  - Battaglione paracadutisti "San Marco"
  - Battaglione nuotatori-paracadutisti
- Regio Corpo Truppe Coloniali
  - Reggimento paracadutisti "Fanti dell'aria"
    - Battaglione paracadutisti Fanti dell'Aria
    - Battaglione paracadutisti "Ascari del cielo"
- Aeronautica Nazionale Repubblicana
  - Raggruppamento arditi paracadutisti (APAR)
  - Battaglione Azzurro
  - 1º Reggimento arditi paracadutisti "Folgore"
  - 2º Reggimento arditi paracadutisti "Nembo"
- Guardia Nazionale Repubblicana
  - Battaglione paracadutisti "Mazzarino"
- Divisione fanteria di marina Xª
  - Battaglione nuotatori-paracadutisti
- Esercito Cobelligerante Italiano
  - Gruppo di combattimento "Folgore"

#### Reparti attuali

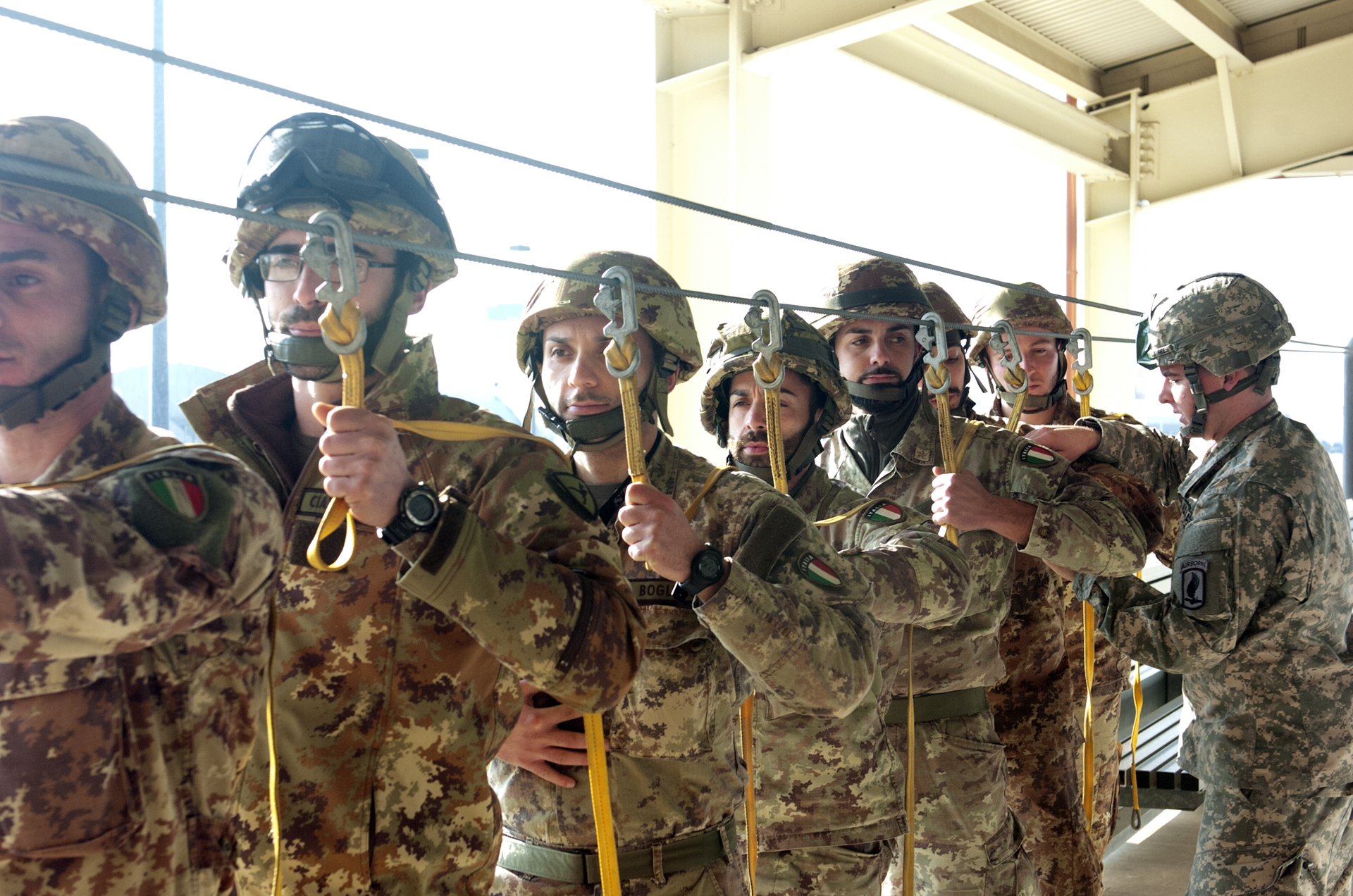
Parà italiani della Brigata Folgore si preparano al salto addestrativo dalla falsa carlinga.

Esercito Italiano
- 9º Reggimento d'assalto paracadutisti "Col Moschin"
- 4º Reggimento alpini paracadutisti "Monte Cervino"
- 185º Reggimento paracadutisti ricognizione acquisizione obiettivi
- Brigata paracadutisti "Folgore":
  -  184º Reparto comando e supporti tattici "Nembo"
  -  8º Reggimento genio guastatori paracadutisti "Folgore"
  -  183º Reggimento paracadutisti "Nembo"
  -  185º Reggimento artiglieria paracadutisti "Folgore"
  -  186º Reggimento paracadutisti "Folgore"
  -  187º Reggimento paracadutisti "Folgore"
  -  Reggimento logistico paracadutisti "Folgore"
- Centro addestramento paracadutismo
- Compagnia esploratori anfibi del Reggimento lagunari "Serenissima"

Arma dei Carabinieri
- Gruppo di intervento speciale
- 1º Reggimento carabinieri paracadutisti "Tuscania"

Marina Militare
- Gruppo Operativo Incursori del COMSUBIN - "Teseo Tesei"
- Compagnia nuotatori paracadutisti del 1º Reggimento "San Marco"

Aeronautica Militare
- 17º Stormo incursori
- Compagnia paracadutisti del Battaglione Fucilieri dell'aria del 16º Stormo[2]
- Gruppo Fucilieri dell'aria del 9º Stormo

### Altri Paesi

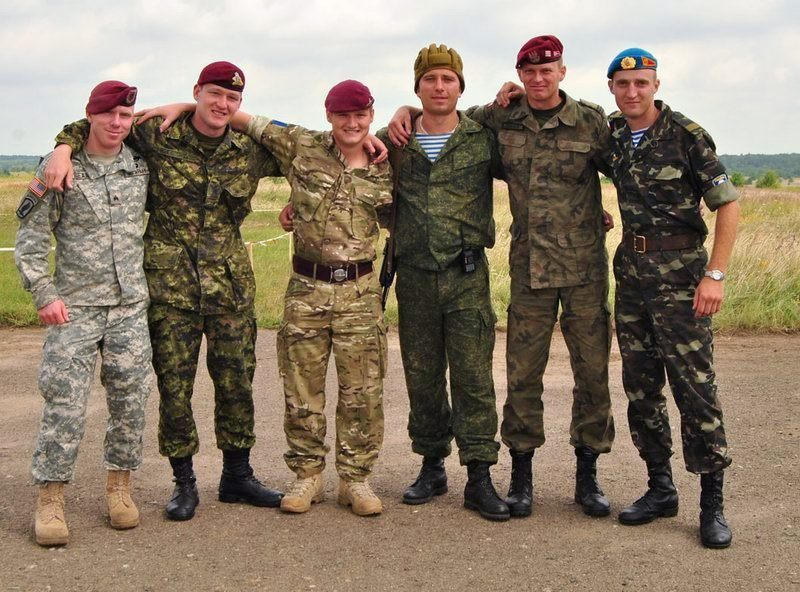
Paracadutisti di sei diverse nazionalità durante l'esercitazione Trident 2011

#### Australia
- Special Air Service Regiment
- 1st Commando Regiment
- 2nd Commando Regiment

#### Brasile
- Brigada de Infantaria Paraquedista

#### Canada
- 3rd Battalion Princess Patricia's Canadian Light Infantry
- 3rd Battalion The Royal Canadian Regiment
- 3rd Battalion Royal 22e Régiment

#### Cile
- 1° Batallón de Paracaidistas "Pelantaru"

#### Cina
- Zhōngguó Rénmín Jiěfàngjūn Kōngjiàngbīng Jūn (Corpo aviotrasportato dell'Esercito Popolare di Liberazione)

#### Egitto
- 414ª Brigata Paracadutisti

#### Francia
- 11e brigade parachutiste (11e BP)

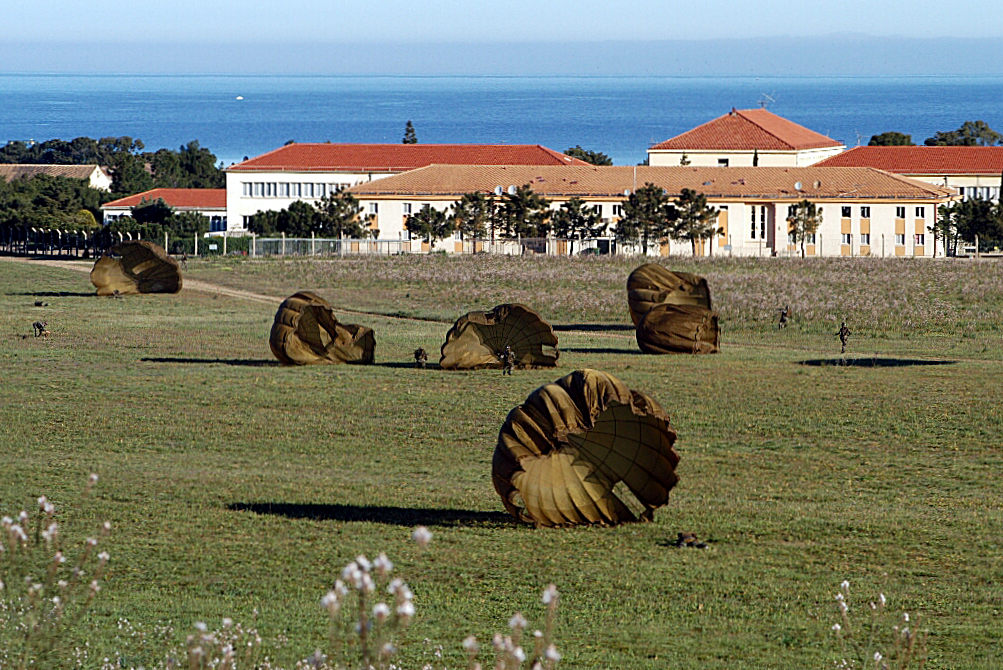
Atterraggio di parà della Legione straniera francese

  - 2e régiment étranger de parachutistes (2e REP)
  - 3e régiment de parachutistes d'infanterie de marine (3e RPIMa)
  - 1er régiment de hussards parachutistes (1er RHP)
  - 17e régiment du génie parachutiste (17e RGP)
  - 1er régiment de chasseurs parachutistes (1er RCP)
  - 8e régiment de parachutistes d'infanterie de marine (8e RPIMa)
  - 1er régiment du train parachutiste
  - 35e régiment d'artillerie parachutiste
- Brigade des forces spéciales terre
  - 1er régiment de parachutistes d'infanterie de marine (1er RPIMa)
  - 13e régiment de dragons parachutistes (13e RDP)
- 2e régiment de parachutistes d'infanterie de marine (2e RPIMa)

#### Germania
- Luftlandebrigade 26 (Brigata)
- Luftlandebrigade 31 (Brigata)
- Luftbewegliche Brigade 1

#### Gran Bretagna
- 16 Air Assault Brigade
  - Parachute Regiment
- Special Boat Service
- Brigade Patrol Troop
- Special Air Service
- Special Reconnaissance Regiment
- Special Forces Support Group
- No. II Squadron RAF Regiment

#### Grecia
- 1η ΤΑΞΚΔ-ΑΛ (1ª Brigata paracadutisti)

#### India
- Parachute Regiment
- 50th Parachute Brigade

#### Irlanda
- Army Ranger Wing (Forze speciali)

#### Israele
- Hativat HaTzanhanim (35ª Brigata paracadutisti)

#### Giappone
- Dai-Ichi Kūtei Dan (1ª Brigata paracadutisti)

#### Messico
- Brigada de Fusileros Paracaidistas

#### Olanda
- 11 Luchtmobiele Brigade

#### Polonia
- 6 Brygada Powietrznodesantowa

#### Russia
- Vozdušno-desantnye vojska

#### Sud Africa
- South African Special Forces Brigade
- 44 Parachute Brigade

#### Spagna
- Brigada de Infantería Ligera Paracaidista

#### Stati Uniti
- United States Army Special Forces
- Special Operations Team-Alpha (SOT-A)
- 8th Psychological Operations Group (United States)
- 75th Ranger Regiment
- 82nd Airborne Division
- 101st Airborne Division
- 20th Engineer Brigade
- 4th Brigade Combat Team
- 173rd Airborne Brigade Combat Team
- Marine Corps Forces Special Operations Command
- 720th Special Tactics Group
- 18th Air Support Operations Group
- 820th Base Defense Group
- 435th Security Forces Squadron
- Joint Special Operations Command

#### Ucraina
- Forze d'assalto aereo ucraine

## Distintivi italiani

Paracadutista Abilitato al lancio (1966-oggi)
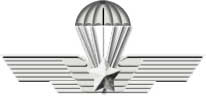
Paracadutista militare (1963-oggi)
Direttore di Lancio
Incursore abilitato al lancio d'alta quota
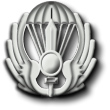
Fregio dei paracadutisti per basco
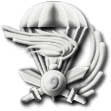
Fregio degli incursori per basco
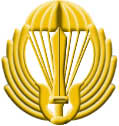
Fregio dei paracadutisti per berretto rigido
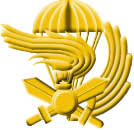
Fregio degli incursori per berretto rigido
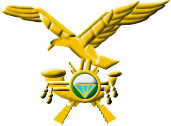
Fregio degli alpini paracadutisti per cappello alpino